# Leander McCormick Observatory

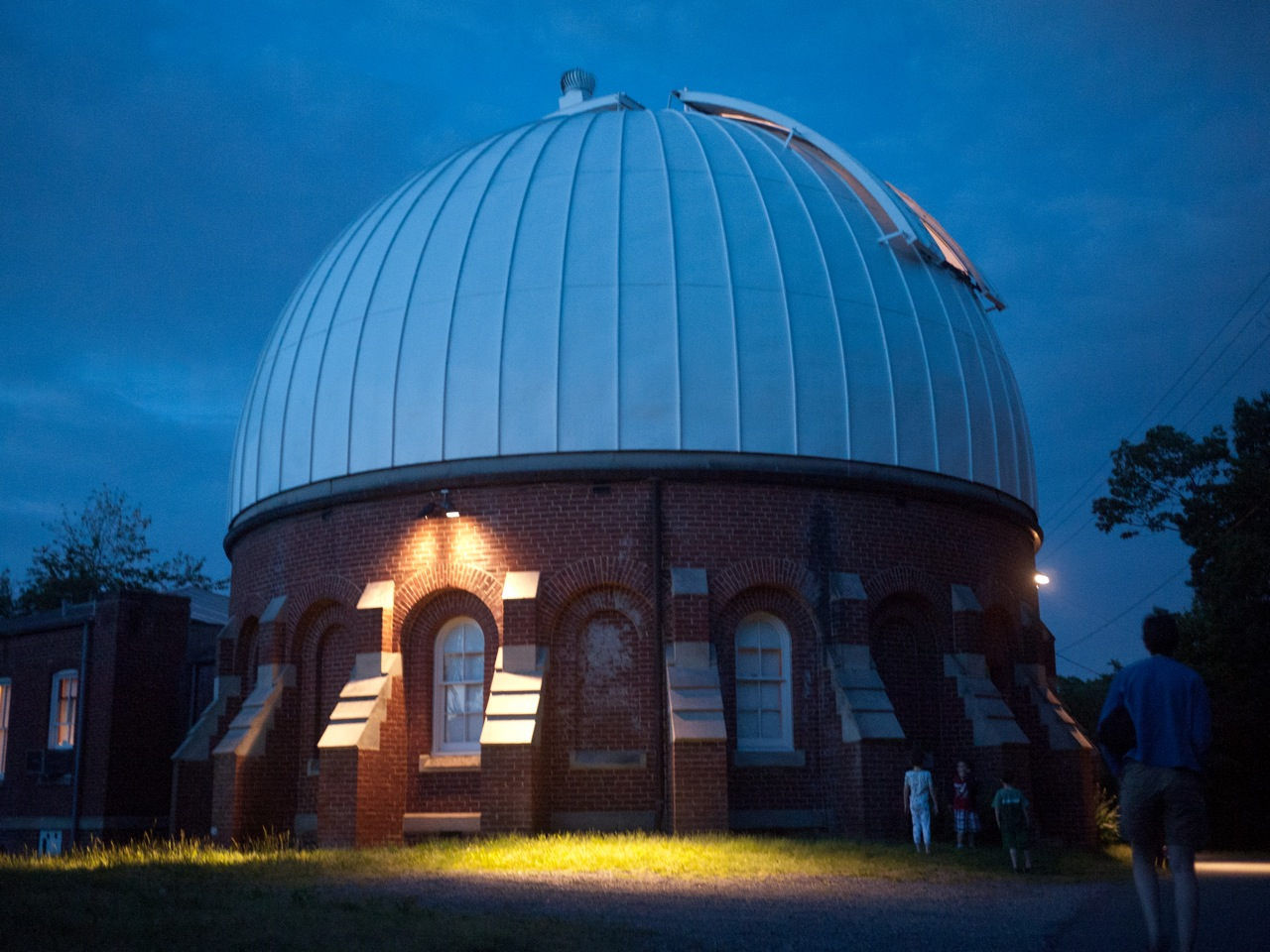
Leander McCormick Observatory

Das McCormick Observatory ist eine Sternwarte der University of Virginia und befindet sich  Charlottesville, Virginia (USA) auf dem Gipfel des Mount Jefferson (welcher deshalb auch den Namen  Observatory Hill trägt).
Es ist nach Leander J. McCormick benannt, der ein Großteil der Gelder für das Teleskop und den Dom spendete. Das Observatorium wurde 1885 fertiggestellt und verfügte über einen der größten Refraktoren der damaligen Zeit mit einem Durchmesser von 65 cm, hergestellt von Alvan Clark & Sons, eine verbesserte Variante des Zwillings in dem U.S. Naval Observatory. Die Kuppel mit einem Durchmesser von rund 15 Meter wurde von Warner and Swasey entworfen.
Die  wissenschaftlichen Untersuchungen konzentrierten sich auf die Entfernungsbestimmung von Sternen nach der Parallaxen-Methode, auf diese Weise wurden tausende Sterne vermessen. Das Observatorium dient nun der Ausbildung und um Astronomie einem breiten Publikum zugänglich zu machen.